# Antônio Tomás
Padre Antônio Tomás (Acaraú, 14 de setembro de 1868 — Fortaleza, 16 de julho de 1941) foi um pároco, poeta e escritor, o primeiro Príncipe dos Poetas Cearenses.

## Biografia
Nasceu na cidade de  Acaraú, Ceará, a 14 de setembro de 1868. Filho do professor Gil Tomás Lourenço e dona Francisca Laurinda da Frota. Cursou latim e francês em Sobral, e concluiu seus estudos no Seminário de Fortaleza, onde foi ordenado sacerdote, em 1891.
Esteve longos anos a serviço da Igreja Católica, em paróquias do interior cearense, notadamente como vigário de sua terra natal, levando vida modesta e apagada, dedicado a sua missão, escrevendo versos e cuidando de sua paróquia. Exerceu o paroquiato durante trinta anos, tendo sido vigário de Trairi e de Acaraú, de 1892 a 1924, quando por motivo de saúde, deixou o exercício do múnus paroquial, a que dedicara todas as reservas da sua atividade apostólica.
Iniciou-se na publicação de seus sonetos, no ano de 1901, quando o Almanaque do Ceará, daquele ano, publicou o soneto Post-Laborem. Escreveu dezenas de sonetos que eram levados à imprensa pelos amigos, já que na sua humildade e timidez procurava fugir à publicidade. Recebeu, entretanto, ainda em vida, consagração popular, sendo eleito, Príncipe dos Poetas Cearenses, num pleito realizado pela revista Ceará Ilustrado, em 1925. Está classificado entre os maiores sonetistas brasileiros, gênero a que mais se dedicou, escrevendo também composições de feição e ritmos variados, caracterizando-se por sua independência em relação a qualquer movimento ou escola literária.
Foi membro da Academia Cearense de Letras e, em 1919, eleito sócio do Instituto do Ceará. Faleceu em Fortaleza, a 16 de julho de 1941, sendo sepultado no dia seguinte, na Igreja Matriz da Cidade de Santana do Acaraú, Ceará.

## Homenagens
- Uma escola em Acaraú foi nomeada em homenagem ao padre.[10]
- Uma importante avenida de Fortaleza têm o nome do religioso.[11]
- Reconhecidamente um dos maiores sonetistas de seu tempo, parte de sua obra foi reunida em livro.[12]